# Pears (Band)
Pears ist eine US-amerikanische Melodycore-Band aus New Orleans, die zurzeit beim Label Fat Wreck Chords unter Vertrag steht.

## Bandgeschichte
Pears wurde 2014 von Zach Quinn (Gesang), Brian Pretus (Gitarre), Erich Goodyear (Bass) und Jarret Nathan (Schlagzeug) gegründet. Bereits kurz nach ihren ersten Proben erschien das Demo … In Diapers. Im selben Jahr erschien ihr selbstproduziertes Debütalbum Go to Prison. Die Band benötigte nach eigenen Angaben 14 Stunden für das Schreiben und etwa fünf Wochen für die Aufnahme. Die Band erregte die Aufmerksamkeit des Independent-Labels Fat Wreck Chords, das die Band unter Vertrag nahm. Am 24. Juli 2015 erschien eine Neuauflage ihres Debütalbums über das Plattenlabel. Im September 2015 erschien die 7’’-Single Letters to Memaw, limitiert auf 425 Exemplare.
Am 1. April 2016 erschien Green Star, das zweite Album der Pears. Produziert wurde es von Mike Supina, dem Gitarristen von A Wilhelm Scream, sowie James Whitten, der bereits den Vorgänger produziert hatte.

## Musikstil und Texte
Pears spielt eine Mischung aus 1980er Jahre Hardcore Punk im Stile ihrer Vorbilder Descendents, 7 Seconds und Black Flag sowie Skatepunk beziehungsweise Melodycore im Stile von NOFX und Bouncing Souls. Dabei verwendet Pears einen eher humoristischen Ansatz inklusive Anspielungen (sogenannte Easter Eggs) auf bekannte Bands ihres Genres. Die Musik ist schnell und voller Tempowechsel.

## Diskografie

### Alben
- 2014: Go to Prison (Eigenproduktion, Neuveröffentlichung: Fat Wreck Chords 2015)
- 2015: Green Star (Fat Wreck Chords)
- 2020: Pears (Fat Wreck Chords)

### Sonstige Veröffentlichungen
- 2014: … In Diapers (Demo)
- 2015: Letters to Mernaw (7’’, Fat Wreck Chords)